# More Than a Lover
«More Than a Lover» (en español: «Más que un amante») es una canción grabada por la cantante galesa Bonnie Tyler para su álbum debut The World Starts Tonight (1977). Fue lanzado por RCA Records en enero de 1977, poco antes del lanzamiento del álbum, y fue escrito por Ronnie Scott y Steve Wolfe.
La canción fue el tercer sencillo de Tyler en su carrera, después de «Lost in France» (1976). Su posición más alta en las listas fue el número 7 en Sudáfrica.

## Grabación y lanzamiento
El anterior sencillo de Tyler «Lost in France» se convirtió en un éxito europeo, y fue debido a ser lanzado en los Estados Unidos cuando «More Than a Lover» se debió ser lanzado en Europa. The World Starts Tonight sería lanzado en febrero / marzo de 1977, y «More Than a Lover», fue lanzado un mes antes del álbum.

## Respuesta de la crítica
Record Mirror describió la canción como «más carnosa» que «Lost in France», pero no creía que la canción fuese tan comercial como su predecesor. Del mismo modo, The Sydney Morning Herald describió la canción como la «siguiente canción más comercial», «Lost in France».

## Interpretaciones en directo
Tyler interpretó «More Than a Lover» en diecto en Top of the Pops el 31 de marzo de 1977.

## Lista de canciones
Sencillo 7"
1. «More Than a Lover» – 4:11
2. «Love Tangle» – 3:11

## Posicionamiento en listas
La canción que avanzaba lentamente en las listas; fue lanzada en enero de 1977, pero tuvo que esperar hasta marzo para que el sencillo obtuviera éxito adicional. Pero se vio obstaculizada cuando la BBC prohibió que la canción fuera mostrada en cualquier programa de música asociados a la BBC, porque la canción contenía insinuaciones sexuales. En las listas británicas llegó al número 27, a pesar de que estuvo en el Top 5 en Sudáfrica.
| País (1977)                           | Mejor posición |
| ------------------------------------- | -------------- |
| Alemania (Offizielle Deutsche Charts) | 44             |
| Reino Unido (UK Singles Chart)        | 27             |
| Sudáfrica (Springbok Radio)           | 7              |